# Monitoring lasów w Polsce

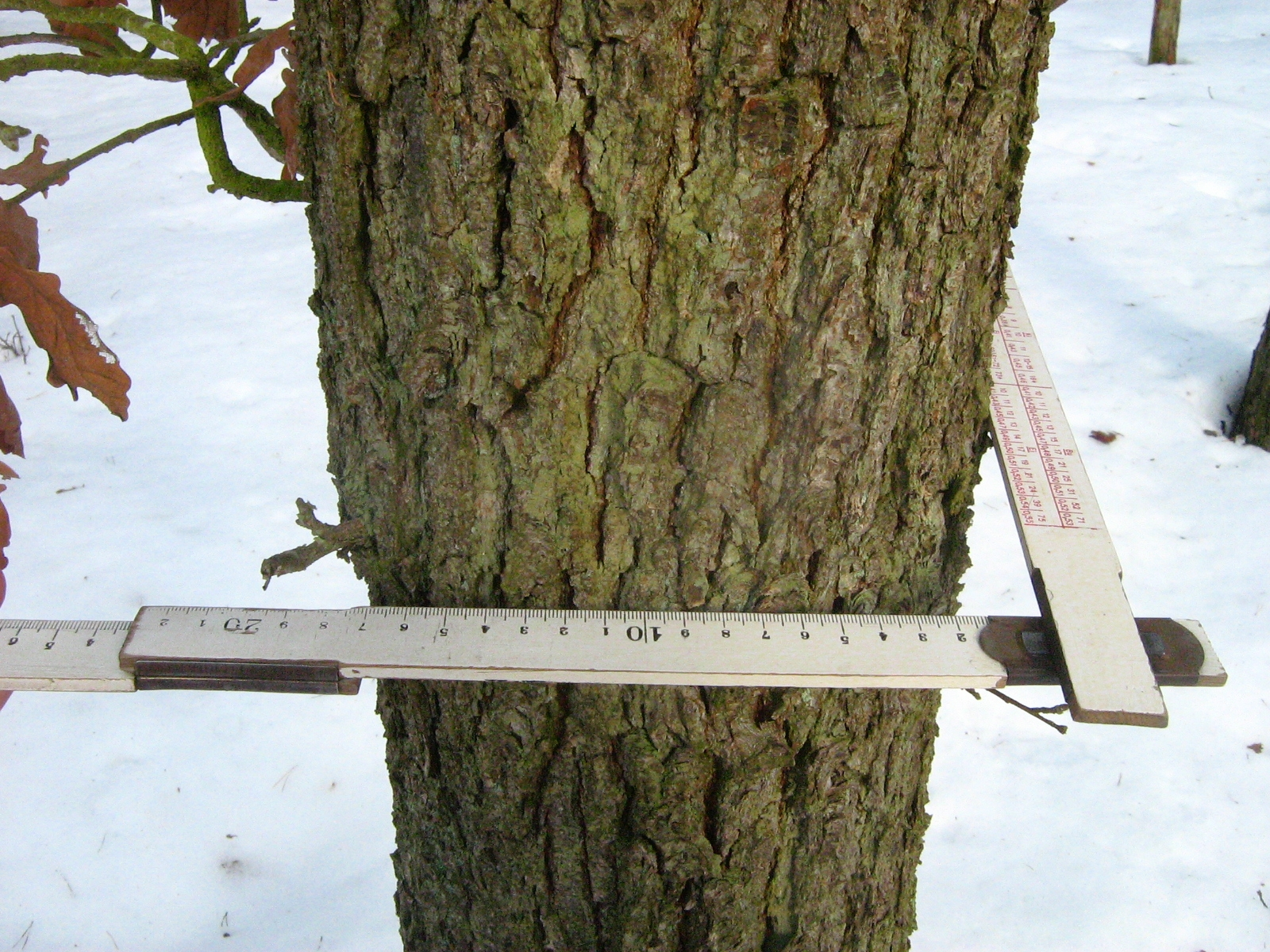
Jeden ze sposobów pomiaru pierśnicy

Monitoring lasów w Polsce – część systemu państwowego monitoringu środowiska, która zbiera informacje o stanie lasu oraz o procesach, jakie w nim zachodzą. Jest elementem podsystemu monitoringu przyrody. Informacje te są zbierane na podstawie obserwacji prowadzonych cyklicznie lub ciągle. Jego zadaniem jest ocena stanu zdrowotnego drzewostanów oraz stanu środowiska leśnego w Polsce.
Niezależnie od monitoringu lasów wybrane typy ekosystemów leśnych podlegają monitoringowi jako siedliska przyrodnicze ze szczególnym uwzględnieniem specjalnych obszarów ochrony siedlisk Natura 2000.

## Zakres
Do celów i zadań monitoringu zalicza się: obserwowanie zmian stanu lasów, wykonywanie analizy przyczynowo-skutkowej pomiędzy biotycznymi (biologiczne) i abiotycznymi (fizykochemiczne) czynnikami środowiska a stanem zdrowotnym lasu, określanie zróżnicowania stanu zdrowotnego lasów, śledzenie jego zmian oraz opracowywanie prognoz (krótkotrwałych). Ponadto monitoring ten stanowi wykonywanie zobowiązań, które zostały podjęte w związku z podpisaniem Konwencji o transgranicznym przemieszczaniu się zanieczyszczeń na dalekie odległości, Konwencji o różnorodności biologicznej oraz o rezolucjach wynikających ze Strasburskiej i Helsińskiej Paneuropejskiej Ministerialnej Konferencji dotyczącej Ochrony Lasów w Europie. Dostarcza on informacji o stanie lasów, które są potrzebne przy formułowaniu polityki ekologicznej oraz leśnej państwa oraz dostarczanie ich do jednostek administracji Lasów Państwowych, administracji rządowej i samorządowej, a także społeczeństwu.
Monitoring lasów może zlecić Dyrekcja Generalna Lasów Państwowych, Departament Leśnictwa Ministerstwa Środowiska, Główny Inspektorat Ochrony Środowiska, Narodowy Fundusz Ochrony Środowiska i Gospodarki Wodnej. Instytucją, która wykonuje monitoring lasów, jest Instytut Badawczy Leśnictwa, w którego skład wchodzą: Zakład Zarządzania Zasobami Leśnymi, Laboratorium Chemii Środowiska Przyrodniczego, Zakład Ochrony Lasu.

## Wyniki
Najbardziej podatne na uszkodzenia są drzewa liściaste. Z roku na rok wzrasta liczba uszkodzeń na jednym drzewie. Dla przykładu, średnia liczna uszkodzeń dla brzozy w 2012 roku wynosiła 0,81, a w 2016 – już 1,33. Przyczyną tego wzrostu jest wiek drzew – im drzewo starsze, tym więcej uszkodzeń na nim występuje. Największy wzrost uszkodzeń dla drzew liściastych występuje w krainach: Sudeckiej, Śląskiej i Karpackiej, a drzew iglastych w krainach: Małopolskiej i Karpackiej. Najczęstszym powodem uszkodzeń (około 25,7%) jest „konkurencja i inne czynniki” wywołujące deformacje drzew, a także występowanie owadów, które powodują ubytek liści w koronie drzew (około 24,7%). Znaczna część uszkodzeń nie ma zidentyfikowanej przyczyny, co nie pozwala na podjęcie odpowiednich działań mogących zahamować ten proces.